# Nogarole Rocca
Nogarole Rocca är en ort och kommun i provinsen Verona i regionen Veneto i Italien. Kommunen hade 3 716 invånare (2018).